# Kim Hyo-jin
Kim Hyo-jin (김효진?, Gim Hyo-jinLR, Kim HyojinMR; Seul, 10 febbraio 1984) è un'attrice sudcoreana, nota per le sue interpretazioni nei film Jeon Woo-chi e Don-ui mat.

## Biografia
Dopo aver svolto la professione di modella per riviste adolescenziali, compie il suo debutto nel mondo televisivo nel 1999 prendendo parte al serial Love Story. Dopo una serie di ruoli secondari, si afferma interpretando la più giovane delle tre sorelle nella commedia romantica Nuguna bimir-eun itda (2004) e la protagonista nel serial Haengbokhamnida (2008).
Pur continuando a prendere parte a film e serial convenzionali, come ad esempio Maerineun Oebakjung, a partire dagli anni duemiladieci l'attrice inizia a essere più selettiva nei suoi progetti. A seguito del suo debutto teatrale con Sogno di una notte di mezza estate (2009) e Pazzo d'amore, Kim sceglie di cimentarsi nel queer cinema interpretando una donna bisessuale in Ogamdo (così come nel sequel Kkeutgwa sijak) e una lesbica in Changpihae.
Nel 2011 prende il posto di Han Chae-young nel serial televisivo Strangers 6, realizzato grazie una collaborazione fra Corea del Sud, Giappone e Cina. Le riprese in suolo nipponico subiscono un rinvio a causa del terremoto e maremoto del Tōhoku del 2011 e la fiction verrà trasmessa solamente l'anno seguente, sui canali WOWOW TV (Giappone) e Channel A (Corea del Sud).
Successivamente l'attrice si cimenta nel dramma erotico di Im Sang-soo Don-ui mat, a fianco di Kim Kang-woo, e poi ancora nella produzione nippocoreana Genome Hazard assieme a Hidetoshi Nishijima.

## Vita privata
Nel 2006 ha iniziato una relazione con l'attore e regista Yoo Ji-tae, conosciuto tre anni prima durante una campagna pubblicitaria di abbigliamento. Entrambi attivi in progetti di beneficenza, nel 2011 sono stati nominati ambasciatori della World Vision. La coppia, sposatasi a Seul nel 2011, ha un figlio di nome Soo-in (2014).

## Filmografia

### Cinema
- La leggenda del lago maledetto (Cheonnyeonho; 천년호), regia di Lee Kwang-hoon (2003)
- Nuguna bimir-eun itda (누구나 비밀은 있다), regia di Jang Hyeon-soo (2004)
- Gamun-ui wigi - Gamun-ui yeonggwang 2 (가문의 위기 - 가문의 영광 2), regia di Jeong Yong-ki (2005)
- Maenbar-ui Ki-bong-i (맨발의 기봉이), regia di Kwon Soo-kyeong (2006)
- Saeng, nalseonsaeng (생, 날선생), regia di Kim Dong-wook (2006)
- Dolmeng-i-ui kkum (돌멩이의 꿈), regia di Jang Yong-woo (2009)
- Jeon Woo-chi (전우치), regia di Choi Dong-hoon (2009)
- Changpihae (창피해), regia di Kim Soo-hyeon (2010)
- Don-ui mat (돈의 맛), regia di Im Sang-soo (2012)
- Baekkop (배꼽), regia di Park Bo-sang (2013)
- Kkeutgwa sijak (끝과 시작), regia di Min Gyoo-dong (2013)
- Gyeolhonjeon-ya (결혼전야), regia di Hong Ji-young (2013)
- Genome Hazard (ゲノムハザード), regia di Kim Seong-soo (2014)

### Cortometraggi
- Ogamdo (오감도), regia di Min Gyoo-dong (2009)

### Televisione
- Love Story (러브스토리) – serial TV (1999)
- Bimil (비밀) – serial TV (2001)
- Magic (매직) – serial TV (2004)
- Hong Kong Express (홍콩 익스프레스) – serial TV (2005)
- Geunyeoga dor-a-watda (그녀가 돌아왔다) – serial TV (2005)
- Haengbokhabnida (행복합니다) – serial TV (2008)
- Maerineun oebakjung (매리는 외박중) – serial TV (2010)
- Strangers 6 (스트레인저 6) – serial TV (2012)
- Sasaenghwal (사생활?) – serial TV (2020)
- Castaway Diva (무인도의 디바?, Mu-indo-ui dibaLR) – serie TV (2023)